# Abu Qash
Abu Qash (àrab: ابو قش, Abū Qax) és una vila palestina en la governació de Ramal·lah i al-Bireh al centre de Cisjordània, situada 6 kilòmetres al nord de Ramal·lah i 1 kilòmetre al sud de la Universitat Birzeit. Segons l'Oficina Central d'Estadístiques de Palestina (PCBS), tenia 1.797 habitants en 2016.

## Història
S'hi ha trobat dues tombes datades de l'era romana d'Orient. També s'hi ha trobat terrissa d'època romana d'Orient i època mameluca.

### Època otomana
S'hi ha trobat ceràmica de la primera època otomana. En 1863 Victor Guérin va assenyalar com a "un vilatge d'unes vint cases, situades en un turó alt, les vessants de les quals estan parcialment cobertes de vinyes, oliveres i figueres."
Una llista de pobles otomans de l'any 1870 va indicar que el poble tenia 25 cases i una població de 78, tot i que el recompte de població incloïa només homes. També es va assenyalar que es trobava a l'oest de Surda.
En 1882 el Survey of Western Palestine del Fons per a l'Exploració de Palestina va descriuire Abu Kush com a: "un petit llogaret, amb un pou d'aigua al nord, en un antiga carretera, amb unes poques oliveres a la vora."

### Època del Mandat Britànic
En el cens de Palestina de 1922, organitzat per les autoritats del Mandat Britànic, la població d'Abu Qash era de 171 musulmans, incrementats en el cens de 1931 a 246 habitants, en 49 cases.
En 1945 Abu Qash tenia 300 musulmans, i una àrea total de terra de 4,751 dúnams. 1,166 dúnams eren per plantacions i regadius, 1,447 eren per a cereals, mentre 42 dúnams eren sòl edificat.

### Després de 1948
En la vespra de guerra araboisraeliana de 1948, i després dels acords d'armistici araboisraelians de 1949, Abu Qash fou ocupada pel regne haixemita de Jordània. Després de la Guerra dels Sis Dies de 1967 va romandre sota l'ocupació israeliana.